# Проїхали
«Проїхали» — сингл з альбому українського гурту «Танок на Майдані Конґо».
25 червня  відкрилася сторінка proihaly.tnmk.com, на якій можна скачати аудіо та фото.

## Композиції
1. «Проїхали.» Single-version.
2. «Темно»
3. «Бум/твоє місто» (Ruslana vs. «ТНМК»)
4. «Канталупа» (ManSound vs. «ТНМК» feat. Іван Дорн)
5. «Ты-то кто?» (Татьяна Зыкина vs. «ТНМК»)

Відео:
1. «Проїхали. Трейлер#01»
2. «Проїхали. Трейлер#02»
3. «Проїхали»
4. «Темно»
5. «Ты-то кто?» (Татьяна Зыкина vs. «ТНМК»)